# Bjaresina
Die Bjaresina (belarussisch Бярэзіна; russisch Березина/Beresina) ist ein 613 km langer rechter Nebenfluss des Dnepr (belarussisch Dnjapro) in Belarus.
Sie ist nicht zu verwechseln mit der weiter östlich vorwiegend in Russland fließenden, kürzeren Beresina, die etwa 200 km flussaufwärts, unterhalb von Smolensk ebenfalls von rechts in den Dnepr mündet.

## Verlauf
Der Fluss entspringt im Norden von Belarus auf dem Belarussischen Höhenrücken. Seine Quelle befindet sich im Bjaresina-Nationalpark bei der Stadt Lepel. Die Bjaresina durchfließt das Land in Nord-Süd-Richtung unter anderem durch Baryssau, Babrujsk und Swetlahorsk. Westlich von Homel (Gomel) mündet sie in den Dnepr.

## Zuflüsse und Städte
Der wichtigste Zufluss der Bjaresina ist die Swislatsch (Swislotsch), an der unter anderem die belarussische Hauptstadt Minsk liegt.
Zu den wichtigsten Städten am Fluss gehören (in Klammern der Name der jeweiligen Stadt in der zweiten Amtssprache, Russisch): 
- Baryssau (Borisow)
- Babrujsk (Bobruisk)
- Swetlahorsk (Swetlogorsk)

## Geschichte
Karl XII. von Schweden überquerte während des Großen Nordischen Krieges gegen Peter den Großen mit seiner Armee den Fluss am 25. Juni 1708.
Welthistorische Berühmtheit erlangte der Fluss durch die Schlacht an der Beresina vom 26. bis 28. November 1812 während des dramatischen Rückzugs der Grande Armée unter Napoleon vor den Truppen des Zaren Alexander I.
Während des Zweiten Weltkriegs wurde das Dorf Ala an der Bjaresina von deutschen Soldaten überfallen und vollständig niedergebrannt. In der sowjetischen Sommeroffensive 1944 (→ Operation Bagration) wurde die 4. Armee der deutschen Wehrmacht nach der Überquerung des Flusses in einem Kessel östlich von Minsk vernichtet.

## Trivia
Im 19. Jahrhundert war der Flussname sprichwörtlich gebräuchlich: Etwas „als einen Übergang über die Beresina“ zu betrachten, hieß, es todernst zu nehmen.